# Kroatischer Frühling
Der Kroatische Frühling (kroatisch Hrvatsko proljeće), von politischen Gegnern als MASPOK (Akronym von serbokroatisch masovni pokret ‚Massenbewegung‘) bezeichnet, war eine politische Reformbewegung in den späten 1960er und den frühen 1970er Jahren, die für die damalige Sozialistische Republik Kroatien mehr Rechte und Autonomie innerhalb Jugoslawiens forderte. 

## Geschichte

### Entstehung
In den 1960er Jahren begann, insbesondere auf kultureller Ebene, eine langsame und vorsichtige Öffnung der Föderativen Volksrepublik Jugoslawien.
Eine der wesentlichen politischen Voraussetzungen für die weitere Liberalisierung war die im Juni 1966 vollzogene Absetzung des Geheimdienstchefs Aleksandar Ranković, welcher als Befürworter eines zentralistischen Staates galt. Mitte der 1960er Jahre begannen zudem vom Bund der Kommunisten Jugoslawiens initiierte Bestrebungen, den Republiken mehr Kompetenzen zuzugestehen. Es stellte sich die brisante Frage nach der Zukunft des jugoslawischen Staates und wie diese zu gestalten sei.
In Kroatien kam es zudem zu einem Generationenwechsel an der Spitze des Bundes der Kommunisten Kroatiens. Deren wesentliche Vertreter (Savka Dabčević-Kučar, Miko Tripalo und Pero Priker) waren Anhänger einer liberalen Politik und setzten auf die Stärkung der Position Kroatiens innerhalb des jugoslawischen Staates.

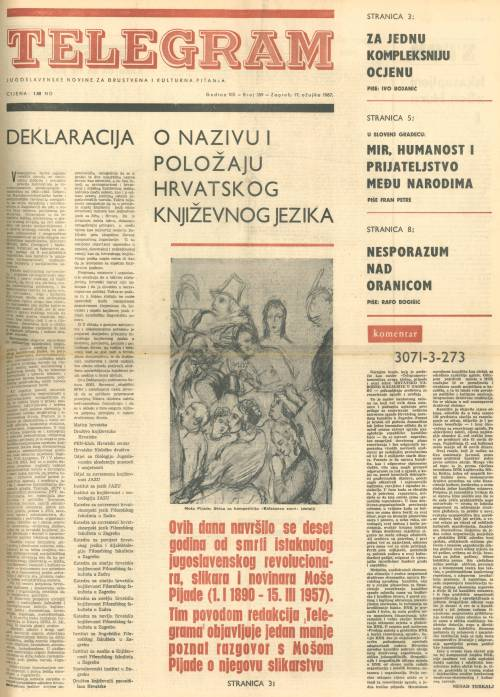
Deklaration über die Bezeichnung und Stellung der kroatischen Schriftsprache, 17. März 1967

Die Ereignisse kamen in Gang, als im März 1967 zahlreiche kroatische Literaten und Linguisten wie z. B. Miroslav Krleža, und der kroatische PEN-Club eine Deklaration über die Bezeichnung und Stellung der kroatischen Schriftsprache veröffentlichten. Aus dieser Deklaration entwickelte sich eine kroatische Nationalbewegung, die zunächst vor allem von Intellektuellen getragen und von vielen Studentenorganisationen unterstützt wurde. Ihrer Bezeichnung nach war diese Bewegung eine „Massenbewegung“ (masovni pokret), die unter nationalen Vorzeichen und unter weitgehender Beibehaltung  sozialistischer Rhetorik die Interessen der Sozialistischen Republik Kroatien durchzusetzen suchte.

### Forderungen
In Jugoslawien wurde in den 1950er und 1960er Jahren die Politik einer gemeinsamen jugoslawischen Identität verfolgt.
Zuerst richteten sich die Forderungen gegen den jugoslawischen „Unitarismus“ und es war die Rede von der Respektierung der kroatischen Tradition und Eigenständigkeit. Später wurden Themen wie die Wiederherstellung der kroatischen staatlichen Selbständigkeit gefordert.
Zu den Hauptforderungen des kroatischen Frühlings zählten Bürgerrechte für kroatische Bürger, besonders das Recht auf eine eigene kroatische Nationalität sowie der Gebrauch der heutigen kroatischen Staatsflagge.
Im kroatischen Frühling wurden Forderungen nach einer Dezentralisierung der Wirtschaft laut, die es der Teilrepublik erlaubt hätten, einen größeren Anteil der Einnahmen aus dem Tourismus, der vor allem an der adriatischen Küstenregion blühte, zu behalten. Durchschnittlich gelangten mehr als 50 % der Fremdwährungen durch Kroatien nach Jugoslawien, von denen aber nur rund 7 % in der Teilrepublik blieben. Eine unabhängige kroatische Nationalbank hätte eine für Kroatien günstigere Verteilung der Einnahmen ermöglicht, jedoch das Recht, die jugoslawische Nationalbank zu nutzen, eingeschränkt. Kroatien hätte in der Folge auch die Rechte an Unterstützung aus dem Bundesfonds für unterentwickelte Regionen verloren, von dem die Republik zwischen 1965 und 1970 16,5 % zugeteilt bekam (im Vergleich: im gleichen Zeitraum fielen 46,6 % des Fonds in die wirtschaftlich schwächste Provinz Kosovo). Auch die Monopole der Jugoslawischen Investitionsbank und der Bank für Außenhandel wurden in Frage gestellt, über die Belgrad ausländische Investitionen und den Außenhandel regulierte.
Weitere Kritikpunkte an der jugoslawischen Zentralregierung waren die wachsende Abwanderung und Auswanderung in die wirtschaftlich stark wachsenden Länder Westeuropas, gegen die die Regierung nichts unternahm, und die Verschickung von Wehrpflichtigen in andere Teilrepubliken.

### Reaktion der jugoslawischen Zentralregierung
1971 wurden Demonstrationen organisiert, bei denen Tausende von Studenten in Zagreb öffentlich für ihre Ziele eintraten, insbesondere für eine weitgehendere Unabhängigkeit des kroatischen Staates von der föderativen Republik Jugoslawien. Im November blockierten Zagreber Studenten unter Dražen Budiša die Universität und riefen zum Generalstreik auf.
Im selben Jahr veröffentlichten drei kroatische Linguisten (Stjepan Babić, Božidar Finka und Milan Moguš) eine kroatische Rechtschreibung unter dem Titel Hrvatski pravopis, die jedoch gleichfalls verboten und alle Kopien verbrannt wurden. Der Grund dafür war, dass bewusst eine kroatische und keine serbo-kroatische Sprache (oder kroato-serbische) dargestellt wurde. Ein Exemplar gelangte jedoch nach London, wo das Buch neu aufgelegt und veröffentlicht wurde.
Die in Kroatien lebende serbische nationale Minderheit fürchtete schon damals um ihre Rechte. All dies machte es Staats- und Parteichef Josip Broz Tito, der sich auf seine Armee voll verlassen konnte, schließlich leicht, die Bewegung auf einer am 1. Dezember 1971 nach Karadordevo einberufenen kroatischen ZK Sitzung zu eliminieren, indem er mit Unterstützung Vladimir Bakarić die Träger der Bewegung in der kroatischen Parteiführung zum Rücktritt zwang und deren Gegner an die Macht brachte.
Tito, dessen Politik unter dem Motto der „Brüderlichkeit und Einheit“ auf die fortschreitende Integration der diversen jugoslawischen Volksgruppen im sozialistischen Bundesstaat abzielte, erklärte gegenüber der Führung in Zagreb: „Ich bin sehr wütend […]. Kroatien ist das Schlüsselproblem in unserem Land, was die Raserei des Nationalismus anbelangt. Das gibt es in allen Republiken, aber bei Euch ist es jetzt am schlimmsten.“ Berechtigte Forderungen, so Tito, dürften sehr wohl diskutiert, jedoch nicht mittels nationalistischer Mobilisierungen erpresst werden.
Die Parteiführerin Savka Dabčević-Kučar und andere leitende Funktionäre der liberalen kroatischen Kommunistischen Partei wie Miko Tripalo oder Dragutin Haramija hielten jedoch an ihrer Unterstützung für die nationale Bewegung fest. Dabčević-Kučar hatte schon 1970 vor zunehmender „Überfremdung“ gewarnt und behauptet, „dass Kroatien mehr zur Heimat der Serben und anderer Nationalitäten geworden ist als der Kroaten selbst.“

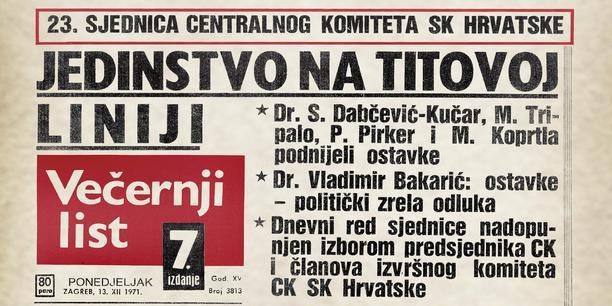
Večernji list kündigt den Rücktritt der BdKK-Führung an.

Auf Titos Intervention hin wurde die Parteiführung in Zagreb im Dezember 1971 abgesetzt und mit der Unterdrückung der „Massenbewegung“ begonnen.
Vladimir Bakarić, Milka Planinc und andere hochrangige Vertreter der Kommunistischen Partei Kroatiens schlossen zahlreiche Beschuldigte aus der kommunistischen Studentenorganisation und der kommunistischen Partei aus. Insgesamt waren 741 Mitglieder, darunter auch zahlreiche Professoren, von Parteiausschlüssen betroffen, 411 verloren ihre Funktionen. Gegen Protagonisten der kroatischen Nationalbewegung, wie den späteren Staatspräsidenten Franjo Tudjman und andere Mitglieder des Zagreber Kulturvereins Matica hrvatska, wurde Anklage erhoben.

### Folgen
Auch im Zuge des Kroatischen Frühlings wurde im Jahr 1974 eine neue Verfassung verabschiedet, die den einzelnen Republiken weitere Autonomierechte zugestand und somit einige wesentliche Forderungen der Demonstrationen von 1971 erfüllte. Einer der Verfassungsartikel enthielt das Recht für die einzelnen Teilrepubliken zur Sezession, eine Option, die von den meisten Teilrepubliken 1991 genutzt wurde. Ende 1988 erklärte das Verfassungsgericht Jugoslawiens einige Änderungen für unwirksam, da nach deren Meinung die Bezeichnung Kroatische Sprache die Serben in Kroatien im öffentlichen Leben benachteiligte.
Mehrere der studentischen Anführer des Kroatischen Frühlings wurden später einflussreiche Politiker. Ivan Zvonimir-Čičak etwa wurde der Leiter des kroatischen Helsinki-Komitees für Menschenrechte, Dražen Budiša wurde Vorsitzender der Kroatischen Sozial-Liberalen Partei und Savka Dabčević-Kučar, Miko Tripalo und Dragutin Haramija wurden Gründungsmitglieder der neuen Kroatischen Volkspartei.
Zahlreiche Anführer wurden inhaftiert, misshandelt und vom damaligen jugoslawischen kommunistischen Regime wegen „verbaler Delikte“ zu jahrelangen Gefängnisstrafen verurteilt.
Zu langjährigen Haftstrafen oder Berufsverbot wurden führende kroatische Dissidenten wie beispielsweise die späteren Präsidenten Franjo Tuđman und Stipe Mesić, General Janko Bobetko, Vlado Gotovac, Marko Veselica, Vlatko Pavletić sowie Dražen Budiša verurteilt.

### Autobahn Zagreb – Split
In diesem kurzen Zeitraum der politischen Emanzipation wurde mit dem Bau der Autobahn A1 von Zagreb nach Rijeka und Split begonnen. Fertiggestellt wurde jedoch nur das 50 km kurze Teilstück bis Karlovac; danach wurden die Bauarbeiten auf Befehl der Belgrader Zentralregierung eingestellt. Erst im Jahr 2004, 32 Jahre später, wurde dieses Projekt verwirklicht. Heute ist diese Nord-Süd-Verbindung von Zagreb bis Vrgorac (nahe Ploče) durchgehend befahrbar. Sie verkürzt die Fahrzeit auf der etwa 400 km langen Strecke von Zagreb nach Split von zuvor rund sechs auf vier Stunden.